# Vitis novae-angliae
Vitis novae-angliae är en vinväxtart som beskrevs av Merritt Lyndon Fernald. Vitis novae-angliae ingår i släktet vinsläktet, och familjen vinväxter. Inga underarter finns listade i Catalogue of Life.